# Vesicularia vitiana
Vesicularia vitiana är en bladmossart som beskrevs av Hugh Neville Dixon 1930. Vesicularia vitiana ingår i släktet Vesicularia och familjen Hypnaceae. Inga underarter finns listade i Catalogue of Life.